# Orthobula impressa
Espèce
Orthobula impressa est une espèce d'araignées aranéomorphes de la famille des Trachelidae.

## Distribution
Cette espèce se rencontre au Sri Lanka, en Inde, aux Seychelles et à La Réunion.

## Description
Le mâle décrit par Bodkhe et Manthen en 2014 mesure 2,17 mm et la femelle 2,65 mm.

## Publication originale
- Simon, 1897 : Études arachnologiques. 27e Mémoire. XLII. Descriptions d'espèces nouvelles de l'ordre des Araneae. Annales de la Société entomologique de France, vol. 65, p. 465-510 (texte intégral).